# Wallhöfener Mühle

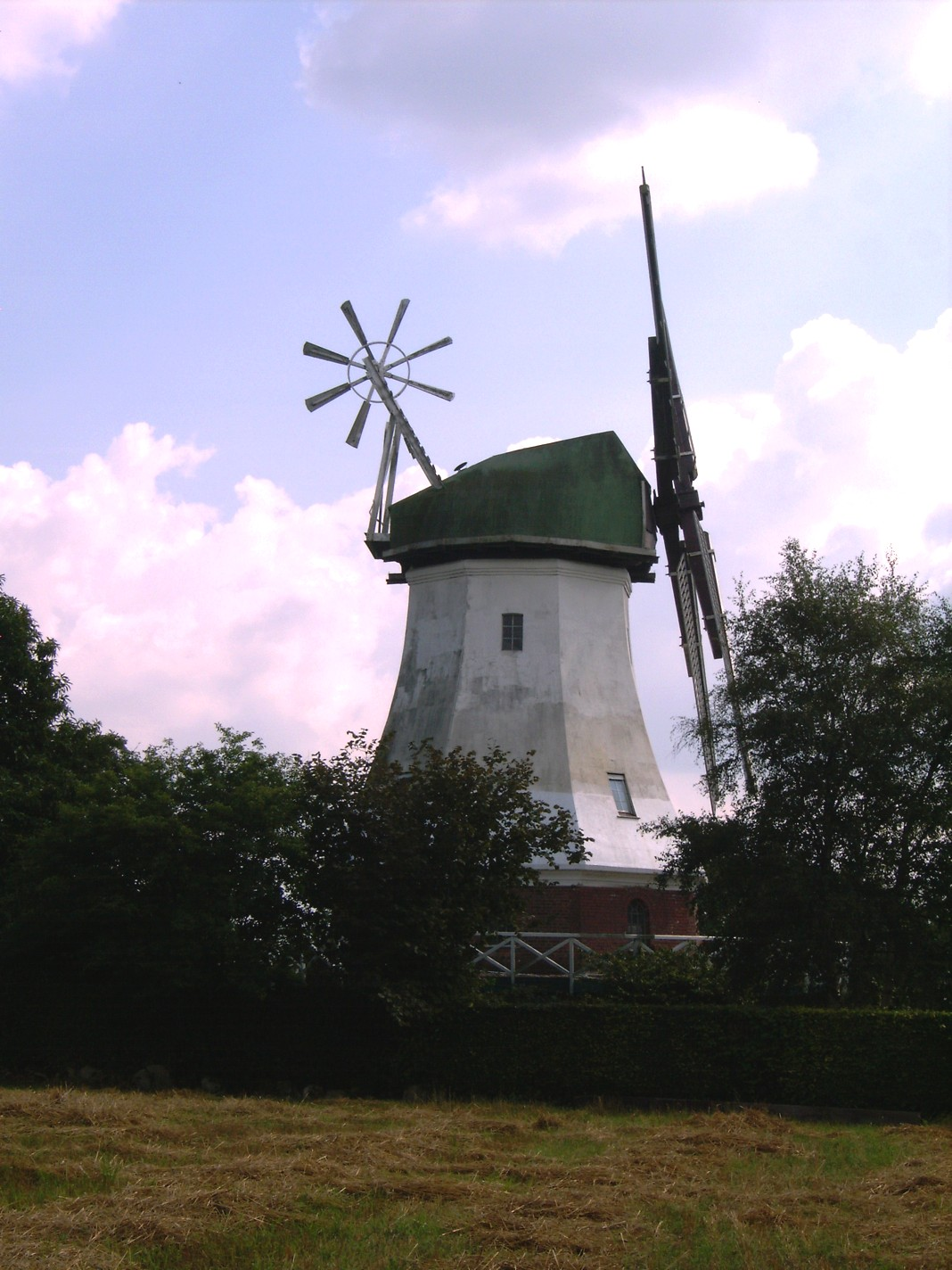
Wallhöfener Mühle

Die Wallhöfener Mühle, Am Mühlenberg 2, auf einem Geestrücken in der niedersächsischen Gemeinde Vollersode-Wallhöfen wurde im letzten Drittel des 19. Jahrhunderts gebaut. Aktuell (2025) wird sie zum Wohnen genutzt.
Das Gebäude steht unter Denkmalschutz (siehe auch Liste der Baudenkmale in Vollersode).

## Geschichte und Beschreibung
Die Gemeinde Vollersode wurde erstmals 1185 als Valdersha erwähnt und ist heute Teil der Samtgemeinde Hambergen. Nach der Erfindung des Kunstdüngers konnte auf den sandigen Geest- und Heideböden Getreide angebaut werden und neue Mühlen wurden notwendig.
Der Galerieholländer wurde 1880 von Johann Georg Gercken erbaut und mindestens bis zum Ersten Weltkrieg als Windmühle betrieben. Der Durchfahrtholländer besteht aus dem achteckigen Rumpf, vollständig in Ziegelbauweise, einschließlich der Galerie, unter der sich die Nebenräume befinden. Bis nach dem Ersten  Weltkrieg wurde mit Wind gemahlen, danach mit Motorkraft. Die alte Technik war überholt.

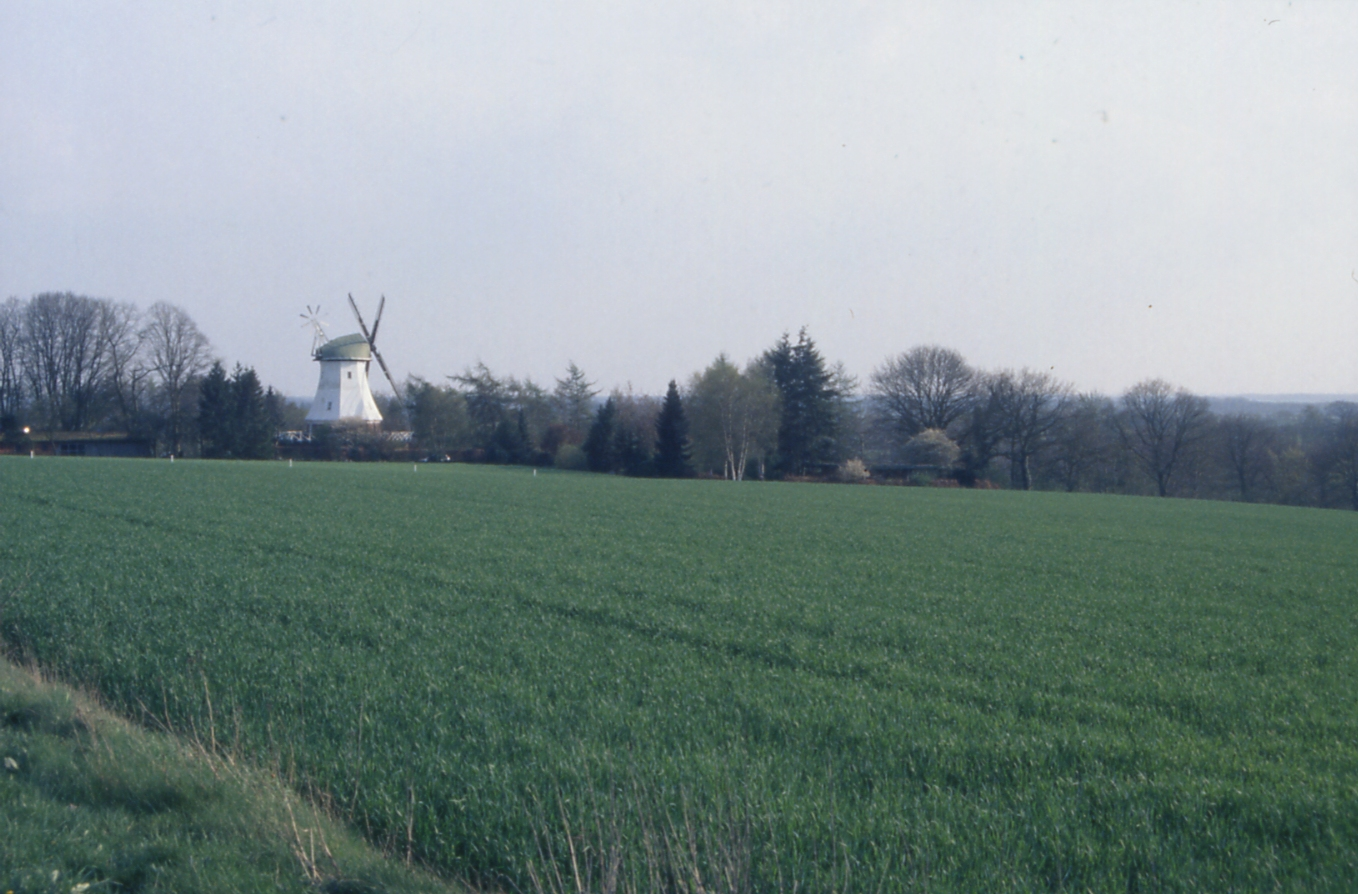
Die Mühle in der Landschaft

Die Mühle verfiel, bis die Familie Ranke Ende der 1960er Jahre die Mühle kaufte. Anfang der 1970er Jahre wurde der Turm aufwändig saniert, die Galerie erneuert und von der Mühle in Felde (Landkreis Diepholz) eine gusseiserne Flügelwelle, Dachbalken und die Windrose erworben und eingebaut. Ein neues Flügelkreuz entstand und innen eine Wohnung. Die weiße Mühle wurde zu einer weit sichtbaren Landmarke. Im Inneren sind Teile der Mühlentechnik erhalten. Die Mühle ist seitdem in privatem Eigentum und nur von außen zu besichtigen.
Das Landesdenkmalamt befand u. a.: „… Weithin sichtbar steht die 1880 errichtete Windmühle auf einer leichten Erhebung in der Wallhöfener Geest.“
Die Mühle ist die Nr. 30 der Niedersächsischen Mühlenstraße im Bereich Landkreis Osterholz.